# Discografia dei TNT
La seguente è una discografia comprensiva del gruppo musicale norvegese TNT.

## Album

### Album in studio
| Anno | Titolo                                             | Classifiche | Classifiche | Classifiche | Classifiche |
| Anno | Titolo                                             | NOR         | SWE         | SWI         | US          |
| ---- | -------------------------------------------------- | ----------- | ----------- | ----------- | ----------- |
| 1982 | TNT - Etichetta: PolyGram                          | 16          | –           | –           | –           |
| 1984 | Knights of the New Thunder - Etichetta: PolyGram   | 9           | –           | –           | –           |
| 1987 | Tell No Tales - Etichetta: PolyGram                | 1           | 41          | –           | 100         |
| 1989 | Intuition - Etichetta: PolyGram                    | 3           | 19          | 27          | 115         |
| 1992 | Realized Fantasies - Etichetta: Atlantic Records   | 5           | 44          | –           | –           |
| 1997 | Firefly - Etichetta: Norske Gram                   | 16          | –           | –           | –           |
| 1999 | Transistor - Etichetta: Norske Gram                | 29          | –           | –           | –           |
| 2004 | My Religion - Etichetta: MTM                       | 14          | –           | –           | –           |
| 2005 | All the Way to the Sun - Etichetta: MTM            | 29          | –           | –           | –           |
| 2007 | The New Territory - Etichetta: Bonnier Amigo       | 11          | –           | –           | –           |
| 2008 | Atlantis - Etichetta: Bonnier Amigo                | 14          | –           | –           | –           |
| 2010 | A Farewell to Arms/Engine - Etichetta: TNT Records | –           | –           | –           | –           |
| 2018 | XIII - Etichetta: Frontiers Records                | 10          | –           | –           | –           |

### Album dal vivo
| Anno | Titolo e dettagli                                                        | Classifiche |
| Anno | Titolo e dettagli                                                        | NOR         |
| ---- | ------------------------------------------------------------------------ | ----------- |
| 1992 | Three Nights in Tokyo - Etichetta: Atlantic Records                      | –           |
| 2006 | Live in Madrid - Etichetta: MTM                                          | –           |
| 2014 | 30th Anniversary - Live in Concert - Con la Trondheim Symphony Orchestra | 13          |
| 2019 | Encore: Live in Milano - Etichetta: Frontiers Records                    | –           |

### Raccolte
| Anno | Titolo                                                         | Classifiche |
| Anno | Titolo                                                         | NOR         |
| ---- | -------------------------------------------------------------- | ----------- |
| 1996 | Till Next Time - The Best of TNT - Etichetta: Mercury Records  | –           |
| 1997 | Firefly and Live! - Etichetta: Shrapnel Records                | –           |
| 2003 | The Big Bang - The Essential Collection - Etichetta: Universal | 5           |

## Extended plays
- 1984 – TNT
- 2003 – Give Me a Sign
- 2003 – Taste

## Singoli
| Anno | Titolo                 | Classifiche | Album di provenienza       |
| Anno | Titolo                 | NOR         | Album di provenienza       |
| ---- | ---------------------- | ----------- | -------------------------- |
| 1982 | Harley-Davidson        | –           | TNT                        |
| 1984 | Seven Seas             | –           | Knights of the New Thunder |
| 1987 | 10,000 Lovers (In One) | 2           | Tell No Tales              |
| 1987 | Everyone's a Star      | –           | Tell No Tales              |
| 1989 | Intuition              | 5           | Intuition                  |
| 1989 | Tonight I'm Falling    | –           | Intuition                  |
| 1992 | Rain                   | –           | Realized Fantasies         |
| 1992 | Downhill Racer         | –           | Realized Fantasies         |
| 1997 | Daisy Jayne            | –           | Firefly                    |
| 2004 | My Religion            | –           | My Religion                |
| 2005 | Sometimes              | –           | All the Way to the Sun     |
| 2011 | Refugee                | –           | A Farewell to Arms         |
| 2018 | We're Gonna Make It    | –           | XIII                       |
| 2018 | Not Feeling Anything   | –           | XIII                       |

## Videografia
- 1991 – Forever Shine On [VHS]
- 2005 – The Collection [DVD]
- 2006 – Live in Madrid [DVD]